# 김석일
김석일(金石鎰, 1959년 11월 26일 ~ )는 전 KBO 리그 롯데 자이언츠의 선수이다.

## 출신학교
- 경남고등학교
- 중앙대학교